# Ashleigh Johnson
Ashleigh Johnson (* 12. September 1994 in Miami) ist eine Wasserballspielerin aus den Vereinigten Staaten. Sie gewann bis 2024 zwei Titel bei Olympischen Spielen, vier Titel bei Weltmeisterschaften und drei Titel bei Panamerikanischen Spielen.

## Sportliche Karriere
Die 1,86 m große Torhüterin siegte 2015 mit dem US-Team bei den Panamerikanischen Spielen in Toronto. Direkt im Anschluss fanden in Kasan die Weltmeisterschaften 2015 statt. Die Mannschaft aus den Vereinigten Staaten gewann den Titel durch ein 5:4 im Finale gegen die niederländische Mannschaft. Bei den Olympischen Spielen 2016 in Rio de Janeiro traf das US-Team im Finale auf die Italienerinnen und siegte mit 12:5. Sie war die erste Afroamerikanerin, die bei Olympischen Spielen im Wasserball für die Vereinigten Staaten antrat.
Drei Jahre später bei den Weltmeisterschaften 2019 in Gwangju traf das US-Team im Finale auf die Spanierinnen, diesmal gewannen die Amerikanerinnen mit 11:6. Unmittelbar im Anschluss an die Weltmeisterschaften siegten die frischgebackenen Weltmeisterinnen auch bei den Panamerikanischen Spielen 2019 in Lima. Bei den 2021 ausgetragenen Olympischen Spielen in Tokio trafen die Mannschaften aus den Vereinigten Staaten und aus Spanien einmal mehr im Finale aufeinander, die Amerikanerinnen siegten mit 14:5.
In den nächsten Jahren siegte das US-Team bei den Weltmeisterschaften 2022 und 2024 sowie bei den Panamerikanischen Spielen 2023. Lediglich bei der Weltmeisterschaft 2023 verlor die Mannschaft im Viertelfinale gegen die Italienerinnen und wurde nach den Platzierungsspielen Fünfte. Bei den Olympischen Spielen 2024 in Paris siegte die Mannschaft im Viertelfinale gegen die Ungarinnen. Nach einer Halbfinalniederlage gegen die Australierinnen verlor das US-Team das Spiel um Bronze gegen die Niederländerinnen. Johnson spielte im Match um Bronze durch, Ersatztorhüterin Amanda Longan wurde nicht eingewechselt.
Ashleigh Johnson spielte für das Team der Princeton University, wo sie im Fach Psychologie graduierte. 2017 wechselte sie nach Italien zu Orizzonte Catania, in der Saison darauf spielte sie bei NC Vouliagmeni in Griechenland. Johnson wurde vom Fachmagazin Swimming World von 2014 bis 2016 dreimal in Folge als Wasserballspielerin des Jahres ausgezeichnet, 2019 erhielt sie die Ehrung zum vierten Mal.